# Героїчна кермесса
«Героїчна кермесса» (фр. La Kermesse Нéroïque) — французька історична мелодрама 1935 року, поставлена режисером Жаком Фейдером за однойменною повістю Шарля Спаака. У 1936 році на Венеційському кінофестивалі Ж. Фейдер отримав приз за найкращу режисуру фільму .

## Сюжет
1616 рік. Містечко Боом у Фландрії, що знаходиться під владою іспанців, готується до великого свята — «кермесси». Донька бургомістра хоче вийти заміж за художника Яна Брейгеля, але батько готує її стати дружиною м'ясникові своїх друзів, який одночасно служить помічником у бургомістра. У місто верхи в'їжджає гонець та повідомляє про прибуття герцога Олівареса зі свитою, який має намір тут заночувати. Містяни бояться страшних поборів, грабежів, насильства та тому подібного. У відповідь на цю загрозу бургомістр прикидається мертвим. Інші жителі міста теж перелякані до смерті, ховають зброю та ховаються самі. Зіткнувшись з боягузтвом чоловіків, дружина бургомістра Корнелія піднімає жінок усього міста й організовує спротив. Але коли в місто вступає герцог зі свитою і капеланом, жінки швидко виявляють, що завойовники — цивілізовані, куртуазні і навіть витончені люди. Жінки не проявляють до них жорстокості, а навіть навпаки; окрім усього іншого, вони бачать можливість дати урок чоловікам. Корнелія залицяється з герцогом, віддається йому і просить герцога одружити її доньку на Брейгелі. Бургомістр вимушений підкорятися, оскільки сам оголосив себе померлим. Герцогський блазень, карлик, виявляє, що бургомістр насправді живий, але мовчання блазня купують мішками із золотом, хоча карликові доведеться поділитися з капеланом. М'ясник виявляється не лише боягузом, але й зрадником: він говорить бургомістрові, що йому «наставили роги», потім повідомляє герцога, що бургомістр не помер. Герцог наказує викинути бургомістра геть. На ранок іспанці покидають місто під гучний віват натовпу. У нагороду за гостинність місто на цілий рік звільняється від податків.

## В ролях
| Франсуаз Розе  | ···· | Корнелія       |
| Жан Мюра       | ···· | герцог         |
| Андре Адерм    | ···· | бургомістр     |
| Мішлін Шейрель | ···· | Сіска          |
| Бернар Ланкре  | ···· | Ян Брейгель    |
| Альфред Адам   | ···· | м'ясник        |
| Луї Жуве       | ···· | капелан        |
| Лін Клевер     | ···· | торговка рибою |
| Жинетт Гобер   | ···· | хазяйка готелю |
| Дельфін        | ···· | карлик         |

## Критика
- «Це розумний, привабливий фільм, який відображає перемогу жінок з фламандської провінції над іспанським загарбниками. Дружина бургомістра закликає жінок використати усі свої сили і природну чарівливість, щоб спокусити іспанців — і це спрацьовує! Більшість фільмів про XVII-е століття досить нудні, але „Карнавал“ — це захват»![2]
- Жак Лурселль: «В цьому досить перехваленому класичному фільмі більше видимості таланту, ніж таланту справжнього. Великий бюджет, велика масовка. Візуальний ряд оброблено ретельно, так само як і костюми і декорації, створені Лазаром Меєрсоном за допомогою Олександра Траунера і Жоржа Вакевича. (Виходить, що над цим фільмом працювали 3 найвідоміших французьких художника-декоратора.) Але немає натхнення, або ж воно дихає на ладан, хоча фільм міг би стати живим і забавним фарсом. Вступ займає половину стрічки. У 2-ій половині дія просувається мало і повільно. Жуве грає мало не найнецікавішу і безлику роль у своїй кар'єрі; втім, жоден персонаж не має справжньої виразності»[3].

## Додаткові факти
- Фільм знято з різними акторами у двох версіях: французькій і німецькій («Die klugen Frauen», дослівно Мудрі жінки). В обох редакціях свою роль грала лише Франсуаза Розе.
- Вже при прем'єрі фільму у 1935 році йшли розмови про можливу окупацію і співпрацю французького уряду з нацистською владою. Деякі учасники знімальної групи відкрито висловлювали співчуття з приводу «нацистського впливу» у фільмі. Стрічку з ентузіазмом оцінили в Німеччині, прем'єра відбулася у Берліні 15 січня 1936 року в присутності Геббельса. Проте, через кілька днів після початку війни у 1939 році, фільм було заборонено в Німеччині і окупованих країнах Європи. Жак Фейдер і Франсуаза Розі шукали притулку в Швейцарії.[4]
- У Бельгії фільм викликав невдоволення місцевих патріотів, які вважали себе ображеними цим закликом до передчасного «колабораціонізму»[5].
- Стрічка стала третьою з фільмів, яку Жак Фейдер зняв у традиції поетичного реалізму впродовж короткого періоду після повернення із США (перший — «Велика гра», другий — «Пансіон „Мімоза“»). Усі фільми створені в співавторстві зі сценаристом Шарлем Спааком і Франсуазою Розе в головних ролях.
- Франсуаза Розе — дружина Жака Фейдера, що знімалася у багатьох його картинах.
- Помічником режисера фільму працював майбутній класик «поетичного реалізму» і «романтичного фаталізму» Марсель Карне.

## Визнання
| Нагороди та номінації фільму «Героїчна кермесса» | Нагороди та номінації фільму «Героїчна кермесса» | Нагороди та номінації фільму «Героїчна кермесса» | Нагороди та номінації фільму «Героїчна кермесса» | Нагороди та номінації фільму «Героїчна кермесса» | Нагороди та номінації фільму «Героїчна кермесса» |
| Рік                                              | Кінофестиваль/кінопремія                         | Категорія/нагорода                               | Номінант                                         | Результат                                        |                                                  |
| ------------------------------------------------ | ------------------------------------------------ | ------------------------------------------------ | ------------------------------------------------ | ------------------------------------------------ | ------------------------------------------------ |
| 1936                                             | Венеційський міжнародний кінофестиваль           | Кубок Муссоліні за найкращий іноземний фільм     | Героїчна кермесса                                | Номінація                                        |                                                  |
| 1936                                             | Венеційський міжнародний кінофестиваль           | Найкращий режисер                                | Жак Фейдер                                       | Перемога                                         |                                                  |
| 1936                                             | Національна рада кінокритиків США                | Найкращий іноземний фільм                        | Героїчна кермесса                                | Перемога                                         |                                                  |
| 1936                                             | Національна рада кінокритиків США                | ТОП-10 фільмів                                   | Героїчна кермесса                                | Включення                                        |                                                  |
| 1937                                             | Спільнота кінокритиків Нью-Йорка                 | Найкращий фільм іноземною мовою                  | Героїчна кермесса                                | Перемога                                         |                                                  |
| 1938                                             | Премія Кінема Дзюмпо                             | Найкращий фільм іноземною мовою                  | Героїчна кермесса                                | Перемога                                         |                                                  |